# Parafia św. Franciszka z Asyżu w Wielogórze
Parafia św. Franciszka z Asyżu w Wielogórze – jedna z 13 parafii rzymskokatolickich dekanatu jedlińskiego.

## Historia
- Parafia została utworzona 27 maja 1999 przez bp. Edwarda Materskiego z terenu parafii we Wsoli i parafii pw. św. Maksymiliana Kolbego w Radomiu. Krzyż na placu kościelnym poświęcił 11 kwietnia 1999 bp Edward Materski. Wiosną tegoż roku wybudowano też tymczasową kaplicę.

## Proboszczowie
- 1999–2008 – ks. Stanisław Pudzianowski
- 2008–2021 – ks. kan. Marian Tomasz Darowski[1]
- od 2021 – ks. kan. mgr Radosław Walerowicz

## Terytorium
- Do parafii należą: Radom – ul. Chałasińskiego, Orkana, Rataja (do nr 7), Relaksowa, Solarza, Wycecha, Ziemowita oraz miejscowości Klwaty, Wielogóra[2].